# Тарип
Тарип (на старогръцки: Θάρυψ, Tharyps, Θαρύπας, Tharypas, Tharybas, † 385 пр.н.е.) е първият исторически доказан цар на молосите в Епир от 430 пр.н.е. до 390 пр.н.е. от династията Еакиди (или Пириди, Πυρρίδαι, червенокоси, огнени глави).

## Живот
Тарип е син на цар Адмет (упр. пр. 470 – 430 пр.н.е.), който според Павзаний е потомък 15-а генерация на Неоптолем, синът на Ахил. Майка му е атинянката Фтия I (Phthia), близка на Темистокъл.
Тарип става като дете през 430 пр.н.е. номинално цар. Заради заговор той трябва да избяга от Епир. Заговорниците са съюзени със Спарта и водят молосите на тяхна страна в Пелопонеската война. Младият Тарип намира убежище в Атина, където е възпитаван и получава гръцка култура и гражданство. След като става отново владетел, той е верен привърженик на града.
Той основава градове като съединява неукрепени села в по-големи, обиколени със стени, селища (Synoikismus, Синойкизъм). Той въвежда писменост (?) в управлението и сече свои монети. Освен това Тарип изработва една формална конституция за страната си.
Молосите по времето на Тарип завладяват светилището на оракула Додона. Най-важното светилище на Епир преди това е било към територията на теспротите.
Той е последван на трона от сина си Алкет I (* 410 пр.н.е., † 370 пр.н.е.), който управлява Епир през 385 – 370 пр.н.е.